# Antonio Piñero
Antonio Piñero Sáenz, né le 14 août 1941 à Chipiona, est un philologue, écrivain et historien espagnol, spécialisé dans le judaïsme avant le Christianisme, la vie de Jésus de Nazareth, la fondation du christianisme, et la langue et la littérature du Nouveau Testament et du Christianisme primitif d'un point de vue scientifique,.
Il est particulièrement connu dans le monde hispanophone pour la paternité de nombreux livres et articles de recherche, et pour son actif travail de vulgarisation,,.

## Biographie
Il est né dans la ville de Chipiona, dans la province de Cadix (Espagne). Il est diplômé en philosophie pure à l'Université complutense de Madrid en 1968, en philologie classique à l'Université de Salamanque en 1970 (avec le prix extraordinaire), et en philologie biblique trilingue à l'Université pontificale de Salamanque en 1976.
En 1974, il a soutenu sa thèse de doctorat en philologie classique, supervisée par le philologue Luis Gil Fernández et entitulée Teopneustia, estudio sobre la inspiración en los escritores de los siglos I y II ("Teopneustia, étude sur l'inspiration des écrivains des 1er et 2ème siècles") (qui a reçu le prix Luis Vives) à l'Université complutense de Madrid,, même s'il a completé la majeure partie de son doctorat en Allemagne.
Depuis 1970, il a travaillé en tant qu'enseignant dans cette même université, et en 1983, il est devenu professeur titulaire.
Il est actuellement professeur émérite de philologie grecque.
En 2016, il a reçu le prix Trithemius, décerné par la Sociedad de Estudios e Investigaciones Spagyricas y la Editorial Tritemio, pour sa contribution au monde de la culture, dans la poursuite de ses facettes d'enseignant, de chercheur et d'écrivain.

## Activités academiques
En raison de son travail de traduction des évangiles non canoniques, de la recherche universitaire sur le Nouveau Testament, d'une forte participation à des activités de communication et de nombreuses publications, Piñero est devenu l'un des exégètes et auteurs espagnols agnostiques les plus influents dans l'étude du christianisme primitif (principalement des Ier et IIe siècles),,,,,.
Dans son travail, il se concentre sur le Jésus historique, il essaie donc de séparer l'interprétation religieuse de la reconstruction historique de Jésus par des méthodes historiques et philologiques.,
De même, il essaie de clarifier les premiers pas du christianisme primitif en abordant les premières communautés de disciples de Jésus de Nazareth,,.

### L'existence historique de Jésus
L'un des thèmes récurrents des œuvres de Piñero est l'étude de la figure de Jésus de Nazareth. D'après l'analyse des textes en Judée au Ier siècle, Piñero défend l'existence d'un Jésus historique, mais différencié du Jésus-Christ littéraire des évangiles.
Le Jésus historique, selon ses recherches, serait un artisan de Galilée et un chef religieux avec un impact limité de son vivant. Après sa mort, il serait magnifié, idéalisé et divinisé, donnant naissance au Christ céleste et mythologique dans les évangiles et le christianisme,.
Ainsi, selon Piñero, la grande majorité des idées principales du christianisme sont nées dans un monde juif par un processus totalement naturel, et au fil du temps, l'être humain a appelé ces idées dogmes.

### Travail de traduction
Dans son travail de traducteur, depuis 1983, il a coordonné un projet dans lequel une équipe de spécialistes a effectué la traduction en espagnol de tous les évangiles connus, y compris canoniques et non canoniques. Ce projet a impliqué des recherches sur le contexte social et politique qui entourait l'écriture des textes originaux, et la traduction complète de ces textes des langues originales: latin, grec, hébreu, syriaque, copte et arabe. Il a pris fin en 2009 lorsque l'ouvrage contenant les derniers évangiles apocryphes traduits est publié,.
Ce travail de traduction a été reconnu comme un précieux outil d'étude,.

### Vulgarisation de l'information
Piñero a été caractérisé par son travail de diffusion de l'information dans divers médias, tels que la radio,, la télévision et Internet.
En 2009, il a participé en tant que consultant à la réalisation du film El discípulo ("Le disciple"), dont l'intrigue est centrée sur la vie de Jésus de Nazareth.

## Controverses
Certaines des hypothèses historiques de Piñero sont controversées,,. Par exemple, l'hypothèse que Jésus de Nazareth a été enterré dans une fosse commune a été décrite par le journaliste Luis Mariano Fernández Pimentel comme « une gifle pour les chrétiens ».

## Ouvrages
Certains de ses livres les plus connus sont:
- Aproximación al Jesús histórico, Editorial Trotta, 2019.
- El Nuevo Testamento: Introducción al estudio de los primeros escritos cristianos, Herder Editorial, 2019.
- El otro Jesús: vida de Jesús según los evangelios apócrifos, Herder, 2018.
- Guía para entender a Pablo de Tarso: Una interpretación del pensamiento paulino, Trotta, 2018.
- Apócrifos del Antiguo y del Nuevo Testamento, Alianza Editorial, 2016.
- Ciudadano Jesús: Preguntas y respuestas, Adaliz Ediciones, 2016.
- Guía para entender el Nuevo Testamento, Trotta, 2013.
- Jesús de Nazaret: El hombre de las cien caras. Textos canónicos y apócrifos, Edaf, 2012.
- Jesús y las mujeres, Trotta, 2014.
- Año I. Israel y su mundo cuando nació Jesús, Ediciones del laberinto, 2008.
- La verdadera historia de la pasión, Edaf, 2008
- Los cristianismos derrotados: ¿Cuál fue el pensamiento de los primeros cristianos heréticos y heterodoxos?, Edaf, 2007. (Premier prix d'essai hétérodoxe Finis Terrae 2007)
- Los apocalipsis, Edaf, 2007.

### Livres écrits en collaboration
- José Luis Corral y Antonio Piñero: El trono maldito, Editorial Planeta, 2014 (roman).
- Eugenio Gómez Segura y Antonio Piñero: El Juicio Final, Edaf, 2010.

### Livres collectifs
- Todos los evangelios. Traducción íntegra de todos los textos evangélicos conocidos, tanto canónicos como apócrifos. Éditeur: Antonio Piñero. Edaf, 2009.
- ¿Existió Jesús realmente?. Éditeur: Antonio Piñero. Raíces, 2008.
- Textos gnósticos. Biblioteca de Nag Hammadi I. Tratados filosóficos y cosmológicos (volume I). Éditeurs: Antonio Piñero, Francisco García Bazán et José Montserrat Torrents, Trotta, 2000.
- Textos gnósticos. Biblioteca de Nag Hammadi II. Evangelios, Hechos, Carta (volume II). Éditeurs: Antonio Piñero, Francisco García Bazán et José Montserrat Torrents, Trotta, 2004.
- Textos gnósticos. Biblioteca de Nag Hammadi III. Apocalipsis y otros escritos (volume III). Éditeurs: Antonio Piñero, Francisco García Bazán et José Montserrat Torrents, Trotta, 2009.

### Livres traduits en français
- José Luis Corral y Antonio Piñero: Le trône maudit, HC Éditions, 2019
- Antonio Piñero: L’autre Jésus. Vie de Jésus selon les Évangiles apocryphes., Éditions du Seuil, 1998.